# Aitbai-Moschee

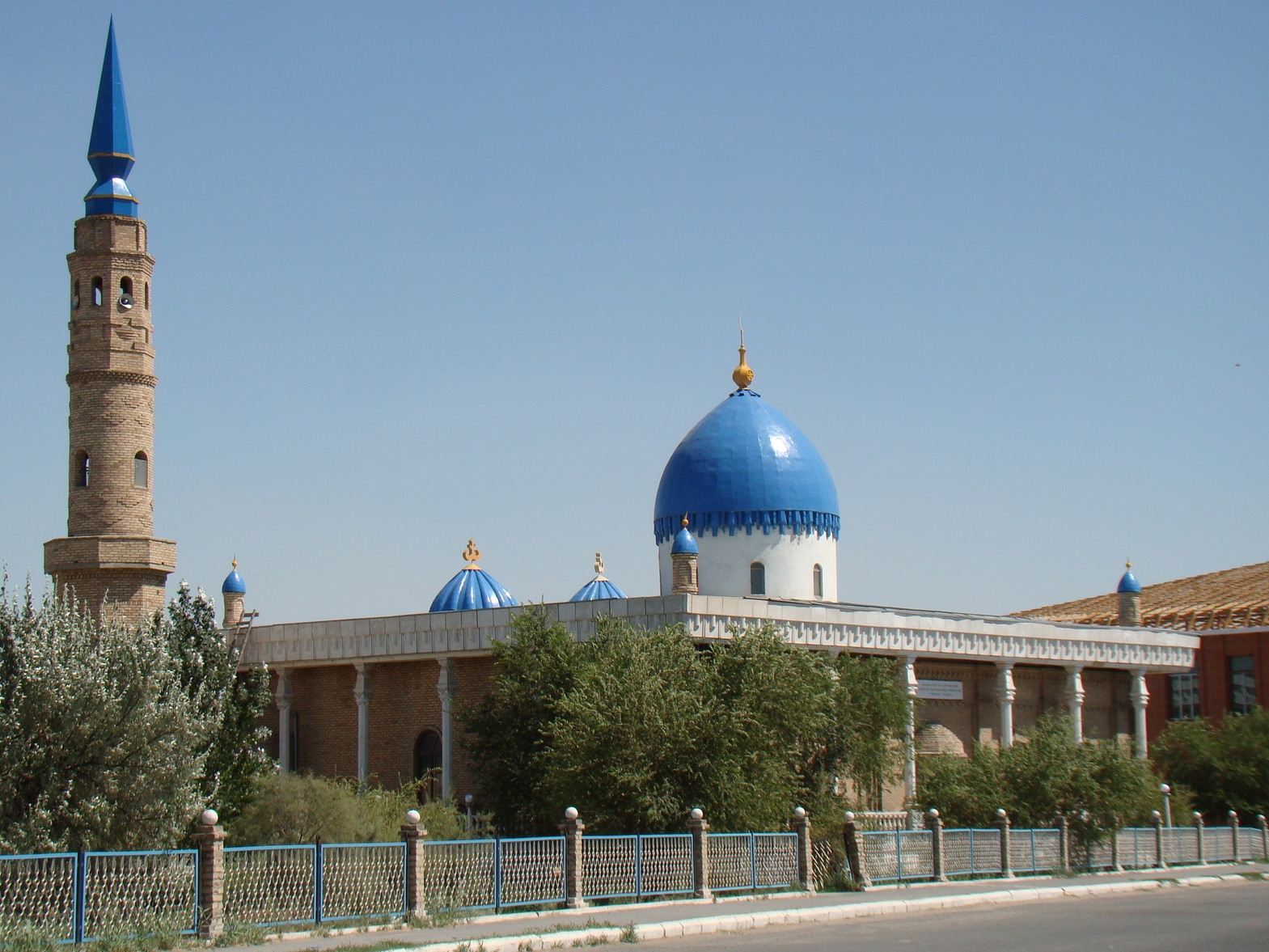
Die Aitbai-Moschee (2009)

Die Aitbai-Moschee (kasachisch Айтбай мешіті Aitbai meşıtı, russisch Мечеть Айтбая Metschet Ajtbaja) ist eine Moschee im kasachischen Qysylorda. Erbaut zwischen 1875 und 1878 ist sie heute das älteste noch erhaltene Baudenkmal der Stadt.

## Geschichte
Die Moschee wurde auf Initiative von Aitbai Baltabajew, ein Kaufmann aus Buchara, erbaut. Dieser finanzierte den Bau auch größtenteils. Baubeginn des Bauwerks war 1875, fertiggestellt wurde es drei Jahre später. Die Baukosten betrugen damals 40.000 Rubel. Mit der zunehmenden Verfolgung und Unterdrückung religiöser Aktivitäten in der Sowjetunion wurde die Moschee Mitte der 1920er Jahre von den Bolschewiki geschlossen. Ab 1926 diente sie als einfaches Lagerhaus, danach wurde sie als Unterkunft für deportierte Personen genutzt. In den 1950er Jahren wurde das Gebäude für die Nutzung als Kino umgebaut, bevor darin ein Internat untergebracht war. Von 1970 bis 1981 stellte eine Teppichweberei darin Waren her. 1982 wurde die Moschee in die Liste der historischen und kulturellen Denkmäler von republikanischer Bedeutung aufgenommen und unter staatlichen Schutz gestellt.
1990 wurde das Bauwerk wieder seinem ursprünglichen Zweck als Moschee übergeben. In den folgenden Jahren wurde sie restauriert, durch Spendengelder wurde der Bau eines Minaretts finanziert. Die Moschee wurde in den 2000er Jahren nochmals renoviert. Dabei wurde kritisiert, dass starke Veränderungen am Bauwerk vorgenommen wurden, wobei der kulturelle Wert der Moschee verloren gegangen sei.

## Galerie

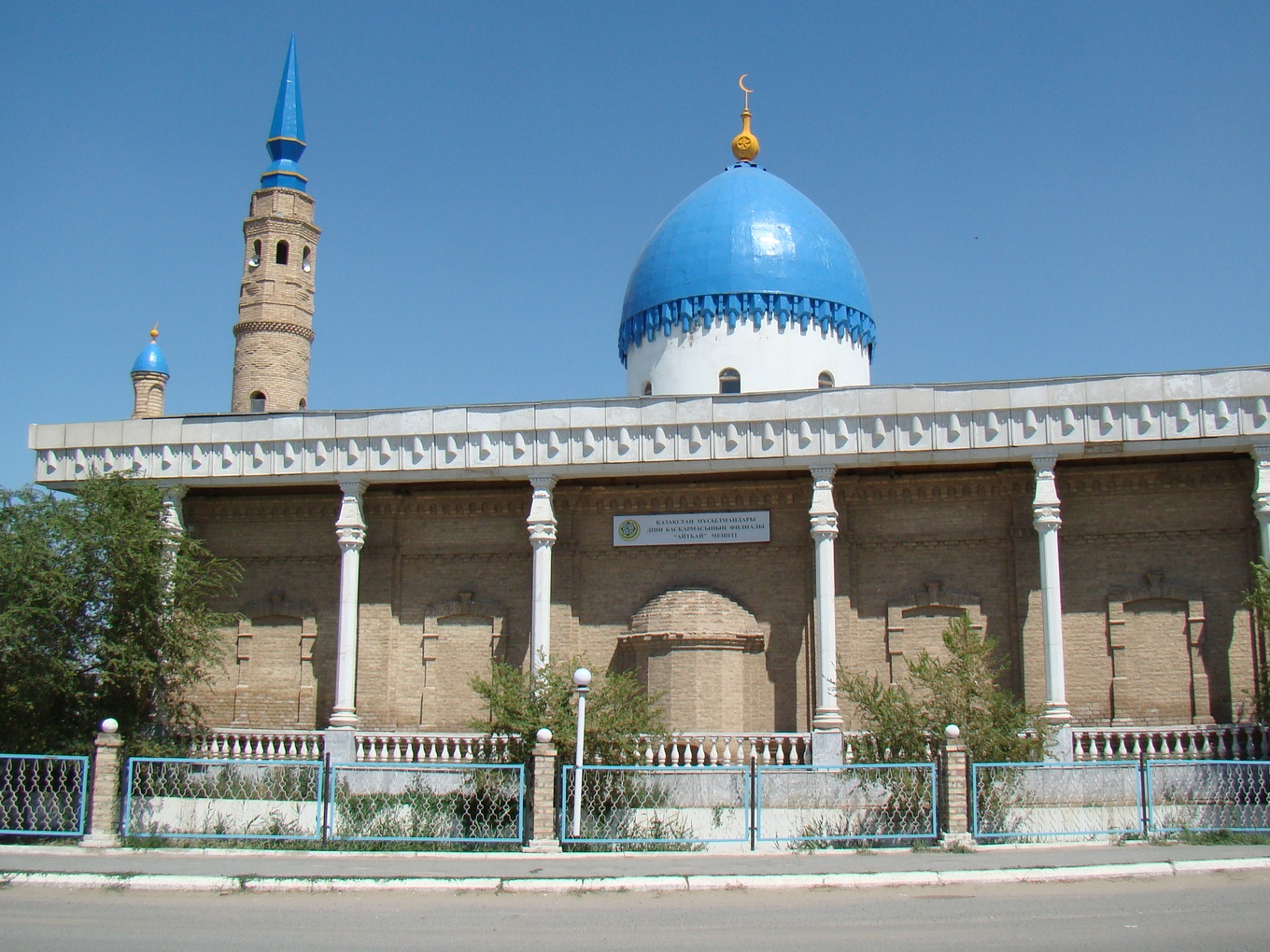
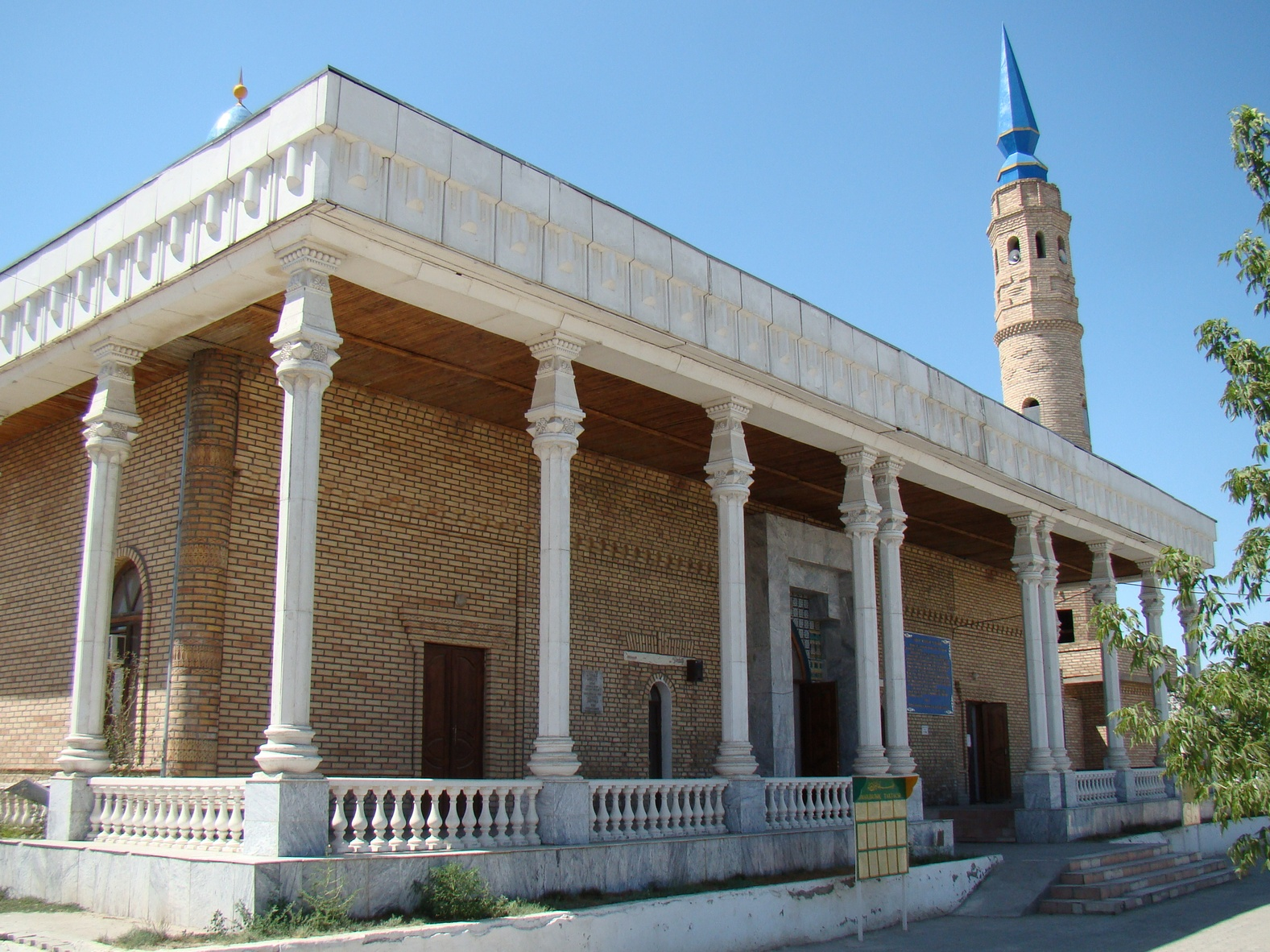